# Aleksiej Łuszkin
Aleksiej Łuszkin (ur. 28 lutego 1978) – rosyjski biegacz narciarski, mistrz świata juniorów. Pierwszy sukces w karierze odniósł w 1995 roku, zdobywając brązowy medal w biegu na 10 km techniką dowolną podczas olimpijskiego festiwalu młodzieży Europy w Andorze. Na rozgrywanych trzy lata później mistrzostwach świata juniorów w St. Moritz zdobył złoty medal w biegu na 30 km techniką dowolną. Na tej samej imprezie zajął także piąte miejsce w sztafecie oraz szóste na dystansie 30 km techniką klasyczną. Nigdy nie wystąpił w zawodach Pucharu Świata. Nigdy też nie wziął udziału w igrzyskach olimpijskich ani mistrzostwach świata.

## Osiągnięcia

### Mistrzostwa świata juniorów
| Miejsce | Dzień       | Rok  | Miejscowość  | Konkurencja             | Wynik     | Strata  | Zwycięzca      |
| ------- | ----------- | ---- | ------------ | ----------------------- | --------- | ------- | -------------- |
| 6.      | 21 stycznia | 1998 | Sankt Moritz | 10 km stylem dowolnym   | 25:27,0   | +22,1   | Andreas Koiser |
| 5.      | 23 stycznia | 1998 | Sankt Moritz | Sztafeta 4x10 km        | 1:49:26,3 | +1:11,0 | Czechy         |
| 1.      | 25 stycznia | 1998 | Sankt Moritz | 30 km stylem klasycznym | 1:27:16,9 | –       | –              |